# Saint-Privat-de-Champclos
Saint-Privat-de-Champclos è un comune francese di 310 abitanti situato nel dipartimento del Gard, nella regione dell'Occitania.

## Società

### Evoluzione demografica
Abitanti censiti